# Withius kaestneri
Espèce
Synonymes
- Allowithius kaestneri Vachon, 1937

Withius kaestneri est une espèce de pseudoscorpions de la famille des Withiidae.

## Distribution
Cette espèce se rencontre au Zimbabwe et en Afrique du Sud.

## Description
Le mâle mesure 2,5 mm et la femelle 3 mm.

## Étymologie
Cette espèce est nommée en l'honneur d'Alfred Kästner de Stettin.

## Publication originale
- Vachon, 1937 : Pseudoscorpions nouveaux des collections du Museum National d'Histoire Naturelle de Paris. (première note) Bulletin du Muséum national d'histoire naturelle, sér. 2, vol. 9, no 2, p. 129-133 (texte intégral).